# Какуза, Деррик
Деррик Какуза (англ. Derrick Kakooza; род. 23 октября 2002, Кампала, Уганда) — угандийский футболист, нападающий клуба «Валмиера» и сборной Уганды.

## Карьера
В марте 2022 года перешёл из «Полис Кампала» в латвийскую «Валмиеру», где был заявлен за первую и вторую команды клуба. Дебютировал в Первой лиге Латвии 16 апреля 2022 года в матче с «Ливоном».

## Карьера в сборной
В марте 2022 года был вызван в сборную Уганды. Дебютировал на международном уровне 25 марта в матче со сборной Таджикистана.